# Сулмона
Сулмона (на италиански: Sulmona) е град и община в Южна Италия.

## География
Градът се намира в регион Абруцо на провинция Акуила. Разположен е в подножието на планината Ла Майела. На около 180 км западно от Сулмона е столицата Рим, а на около 80 км северозападно от Сулмона е провинциалния център Л'Акуила. Има жп гара, от която може да се пътува до всички райони на Италия, като най-близко на север е главния град на съседната провинция Пескара. Население 25 212 жители към 2009 г.

## История
Античното име на града е Сулмо.

## Архитектура
Сулмона е град с исторически архитектурни обекти, към които има и туристически интерес. Сред тях са катедралата „Сан Панфило“, площад „XX септември“, на който е бронзовата статуя на Овидий, дворецът „Анунциата“, църквата „СС Анунциата“ и площад „Гарибалди“.

## Икономика
Сулмона е известен с производството на сладкиши, сред които най-популярният е захаросан бадем за консумация и украшение, наречен конфети. Туризмът е също сред основните отрасли на икономиката на града, тъй като той е изходен пункт към планината Ла Майела.

## Личности
Родени
- Мили Карлучи (р. 1954), италианска киноактриса
- Овидий, древноримски писател

## Побратимени градове
- Бургхаузен, Германия
- Кюстенджа, Румъния

## Фотогалерия
- Площад „XX септември“ и статуята на Овидий
- Площад „Гарибалди“
- Църквата „СС Анунциата“
- Момент от празника „Мадона ке скапа“ през 2007 г.